# Kanton Lennik
Kanton Lennik is een kanton in de Belgische provincie Vlaams-Brabant en het arrondissement Halle-Vilvoorde. Het is de bestuurslaag boven die van de desbetreffende gemeenten, tevens is het een gerechtelijk niveau waarbinnen een vredegerecht georganiseerd wordt dat bevoegd is voor de deelnemende gemeenten. Beide types kanton beslaan niet noodzakelijk hetzelfde territorium.

## Gerechtelijk kanton Lennik
Lennik is een gerechtelijk kanton met zetel in Lennik dat een vredegerecht inricht en gelegen is in het gerechtelijk arrondissement Brussel.
Dit gerechtelijk kanton is bevoegd voor de gemeenten Bever, Dilbeek, Galmaarden, Gooik, Herne, Lennik, Liedekerke en Roosdaal.
De vrederechter is bevoegd bij gezinsconflicten, onderhoudsgeschillen, voogdij, voorlopige bewindvoering, mede-eigendommen, appartementseigendom, burenhinder ...

## Kieskanton Lennik
Het kieskanton Lennik ligt in het provinciedistrict Halle, het kiesarrondissement Halle-Vilvoorde en de kieskring Vlaams-Brabant. Het omvat de gemeenten Bever, Galmaarden (Vollezele en Tollembeek), Gooik (Oetingen, Kester en Leerbeek), Herne (Sint-Pieters-Kapelle en Herfelingen), Lennik (Gaasbeek, Sint-Kwintens-Lennik en Sint-Martens-Lennik) en Roosdaal (Borchtlombeek, Onze-Lieve-Vrouw-Lombeek, Pamel en Strijtem) en bestaat uit 23 stembureaus.

### Structuur
| Lennik           | Lennik           | Supranationaal         | Nationaal                         | Nationaal                | Gemeenschap              | Gewest                   | Provincie                | Arrondissement  | Provinciedistrict | Kanton          | Gemeente                                            | District         |
| ---------------- | ---------------- | ---------------------- | --------------------------------- | ------------------------ | ------------------------ | ------------------------ | ------------------------ | --------------- | ----------------- | --------------- | --------------------------------------------------- | ---------------- |
| Administratief   | Niveau           | Europese Unie          | België                            | België                   | Vlaanderen               | Vlaanderen               | Vlaams-Brabant           | Halle-Vilvoorde | Halle-Vilvoorde   | Halle-Vilvoorde | Bever, Galmaarden, Gooik, Herne, Lennik en Roosdaal | -                |
| Administratief   | Bestuur          | Europese Commissie     | Belgische regering                | Belgische regering       | Vlaamse regering         | Vlaamse regering         | Deputatie                | Deputatie       | Deputatie         | Deputatie       | Gemeentebestuur                                     | Districtscollege |
| Administratief   | Raad             | Europees Parlement     | Kamer van volksvertegenwoordigers | Vlaams Parlement         | Vlaams Parlement         | Vlaams Parlement         | Provincieraad            | Provincieraad   | Provincieraad     | Provincieraad   | Gemeenteraad                                        | Districtsraad    |
| Kiesomschrijving | Kiesomschrijving | Nederlands Kiescollege | Kieskring Vlaams-Brabant          | Kieskring Vlaams-Brabant | Kieskring Vlaams-Brabant | Kieskring Vlaams-Brabant | Kieskring Vlaams-Brabant | Halle-Vilvoorde | Halle             | Lennik          | Bever, Galmaarden, Gooik, Herne, Lennik en Roosdaal | -                |
| Verkiezing       | Verkiezing       | Europese               | Federale                          | Federale                 | Vlaamse                  | Vlaamse                  | Provincieraads-          | Provincieraads- | Provincieraads-   | Provincieraads- | Gemeenteraads-                                      | Districtsraads-  |